# 777: Triple Seven
777: Triple Seven (stilizzato come 777 ～TRIPLE SEVEN～) è il settimo album in studio del gruppo pop giapponese AAA, pubblicato nel 2012.

## Tracce
1. 777 Opening
2. Charge & Go!
3. 777 (We Can Sing a Song!)
4. Sailing
5. Perfect
6. Lights
7. Last Love
8. I$M
9. Sorry, I...
10. Still Love You
11. Wishes
12. Thank You (39 ver.)
13. We Are! (ウィーアー! (bonus track)
14. Special Summer Medley (Sunshine - No End Summer - Summer Revolution)